# NigComSat-1R
NigComSat-1R ist ein nigerianischer Kommunikationssatellit der NIGCOMSAT.

## Geschichte
Nachdem der Vorgängersatellit NigComSat-1 18 Monate nach seinem Start im Mai 2007 einen fatalen Solarpanelfehler erlitt und die Mission beendet wurde, bestellte der nigerianische Satellitenbetreiber NIGCOMSAT im März 2009 einen Ersatzsatelliten. Dieser Satellit, NigComSat-1R wurde am 19. Dezember 2011 mit einer Langer-Marsch-3-Trägerrakete vom Kosmodrom Xichang ins All gebracht. Er nahm die Position seines Vorgängers bei 42,5° Ost ein.

## Technische Daten
Die Chinesische Akademie für Weltraumtechnologie, kurz CAST, baute den Satelliten auf Basis des Dong-Fang-Hong-4-Satellitenbusses. Er ist mit 4 C-Band-, 14 Ku-Band-, 8 Ka-Band und 2 L-Band-Transpondern ausgestattet und wird durch zwei große Solarmodule und Batterien mit Strom versorgt. Er ist dreiachsenstabilisiert und besitzt eine geplante Lebensdauer von 15 Jahren.